# Kirche der Heiligen Maria Magdalena (Mariupol)

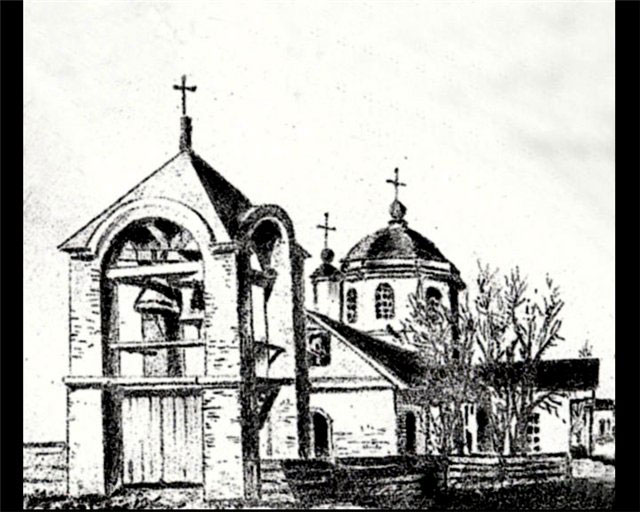
Vorgängerbau von 1791

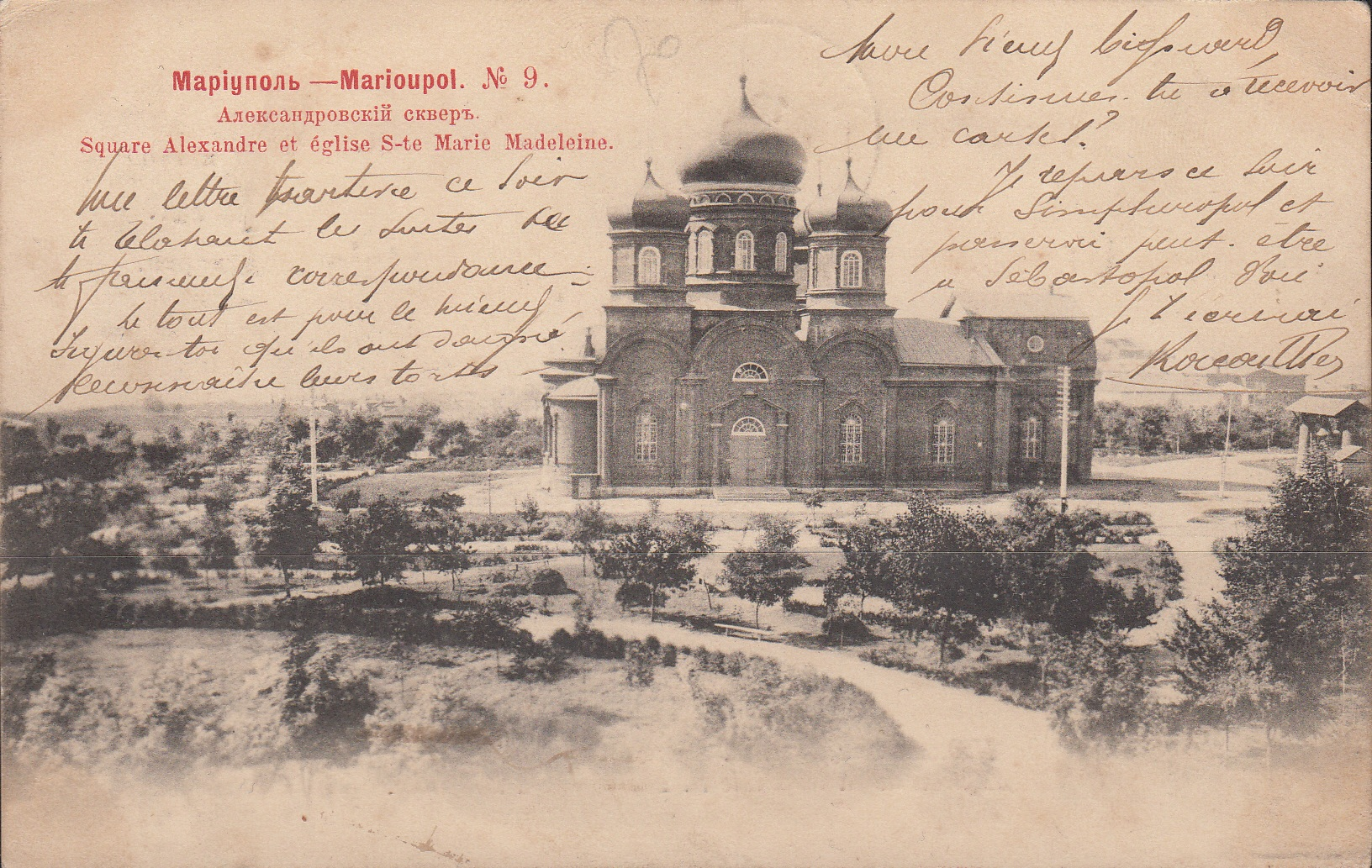
Neubau von 1897, Seitenansicht der Kirche mit Portal

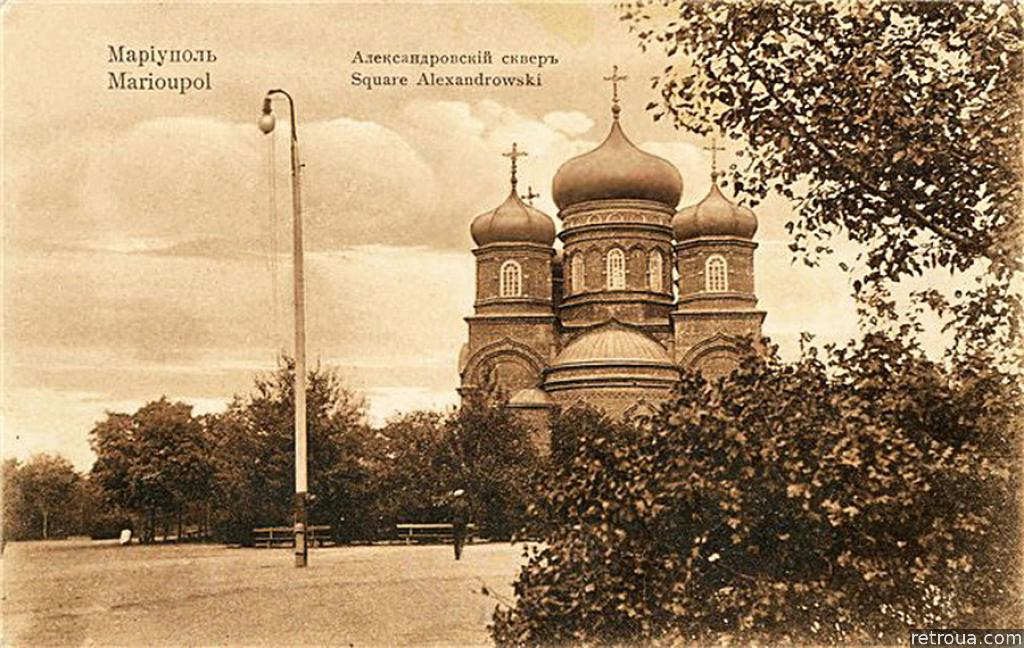
Neubau von 1897, Rückansicht mit Blick auf die Apsis

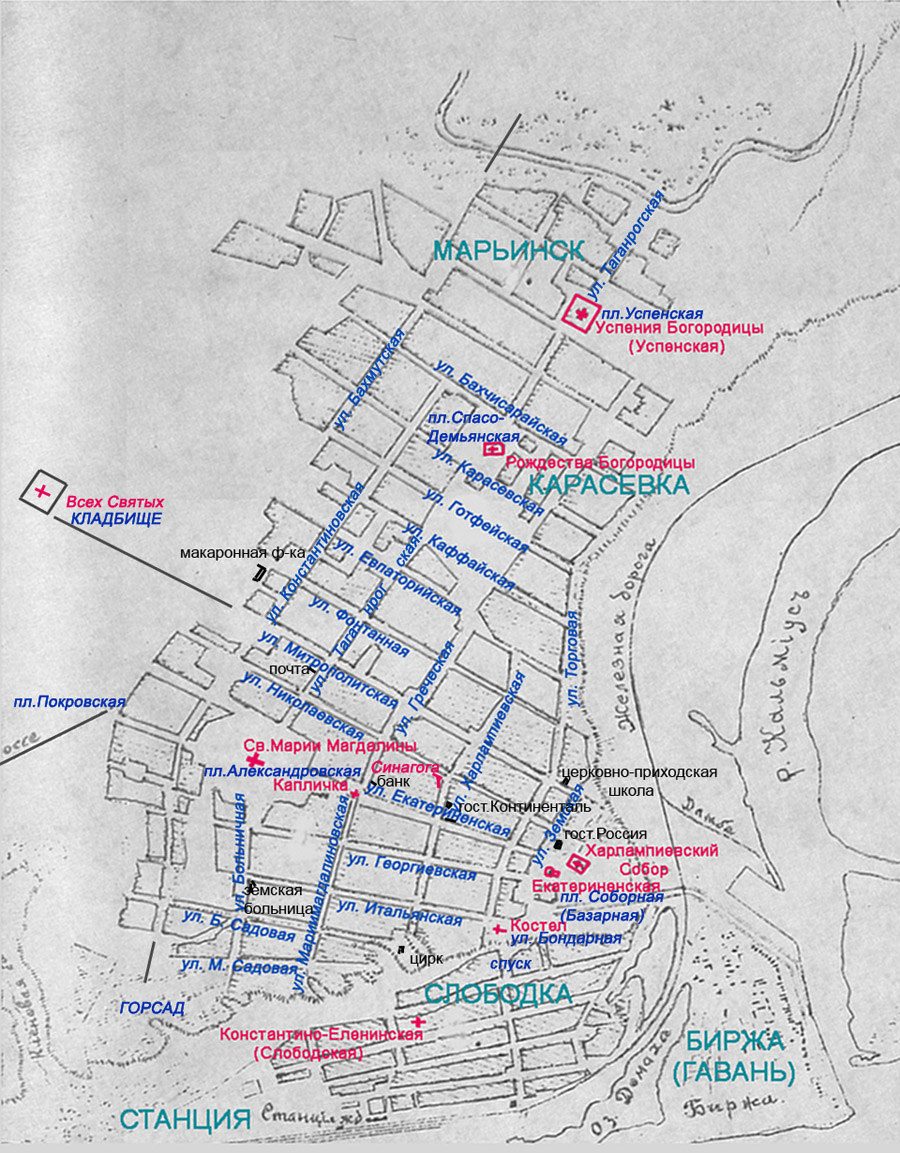
Stadtplan von 1892 mit den Sakralbauten (in roter Farbe)

Die Kirche der heiligen Maria Magdalena im ukrainischen Mariupol (ukrainisch церква Марії Магдалини) war ein Sakralbauwerk im Zentrum der Stadt. Die Kirche wurde 1897 geweiht und 1934 zerstört.

## Vorgängerbau von 1791
Die alte Maria-Magdalena-Kirche, die sich in etwa an der Ecke der Straßen проспект Миру / вулиця Грецька (deutsch Mira-Prospekt / Griechische Straße; damals Екатерининска улица, deutsch Ekaterininska-Straße) befand, wurde im Jahr 1778 begonnen. Sie entstand zunächst als Kirche des Vorgängerorts Pawlowsk, der griechisch geprägt war. Nachdem die Griechen zu großen Teilen umgesiedelt worden waren, bat die klein- und großrussische Bevölkerung um die Übergabe und baute die unvollständige Kirche bis zum Jahr 1791 zu Ende. Die Weihe erfolgte am 4. Juni 1791 durch Stefan Razoretsky, Erzpriester von Taganrog. Nachdem die Kirche vollendet war, meldete die verbliebene griechische Gemeinde Ansprüche an, so dass die Kirche in einen unklaren Status geriet. Erst nach mehrjährigem Streit trat die griechische Gemeinde von ihrem Anspruch zurück. Die Kirche wurde aber zunehmend schadhaft und so musste man den hölzernen Glockenturm abbauen. Am 1. September 1891 wurde das baufällige Gotteshaus geschlossen und dann abgerissen. An ihrer Stelle stand später eine kleine Kapelle, die an den Ōtsu-Zwischenfall erinnerte, aber im Jahr 1932 für die Verbreiterung des Prospekts zugunsten einer Straßenbahnverbindung geopfert wurde.

## Baugeschichte der Kirche von 1897
Die Anfänge der neuen Maria-Magdalena-Kirche reichen bis in das Jahr 1862 zurück, als auf dem damaligen Alexanderplatz (heute Zentralplatz, ukrainisch Центральный сквер) der Grundstein für die Kirche gelegt wurde. Erst im Jahr 1888 wurde der Bauantrag aber endgültig angenommen, da man aufgrund des Eisenbahnbaus einen Bevölkerungszuwachs beobachtete, und die bereits bestehende Maria-Magdalena-Kirche diesem absehbar nicht gewachsen sein würde. Zugleich mit der Antragsannahme wurde der Baumaßnahme eine jährliche Unterstützung von 2000 Rubel durch die Stadt zugesichert. Die neue Maria-Magdalena-Kirche wurde am 16. Oktober 1897 durch Bischof Simeon von Jekaterinoslaw und Taganrog geweiht.
Die orthodoxe Kirche mit fünf Glockentürmen hatte einen Hochaltar für Maria Magdalena und Seitenaltäre zu „Ehren der Fürbitte der Jungfrau Maria“ und Johannes des Täufers. Auf dem Kirchfriedhof wurden im Zweiten Weltkrieg deutsche Offiziere bestattet. Diese Grabstätten wurden im Jahr 2011 archäologisch untersucht.

## Baumeister
In der Zeit, wo diese Kirche von 1897 erbaut wurde, gab es zwei Stadtbaumeister Mariupols, die für Entwurf und Bau der Kirche in Frage kommen:
- Samuel Josipowitsch Ber (ukrainisch: Самуїл Йосипович Бер / russisch Самуил Иосифович Бер)[6] (1854–1905), ausgebildet in St. Petersburg, ging spätestens 1883 nach Chabarowsk, wo er als Architekt und Rabbiner wirkte[7][8]
- Adolf Gustawowitsch Emerik (ukrainisch: Адольф Густавович Емерік / russisch: Адольф Густавович Эмерик)[6]

## Zerstörungen
In der atheistisch geprägten Sowjetunion wurde die Kirche aufgehoben und 1934 gesprengt. Es blieben nur die Fundamentreste. Südlich der Kirche entstand in den 1950er-Jahren die Vergrößerung des Dramatheaters. Im Jahr 2018 wurden Teile der Fundamente wieder öffentlich sichtbar gemacht, auf die man bei Ausgrabungen gestoßen war, und mit einem schützenden Glaskasten umgeben. Zudem wurde eine Bronzekopie des Bauwerks aufgestellt. Nach dem Luftangriff auf das Theater am 16. März 2022 war der Zustand der Installation zunächst unklar. Die Schutzvorrichtung wurde offenbar schwer beschädigt, das Kirchenmodell verschwand, nur der Sockel blieb.